# Reino de Chipre
El Reino de Chipre fue un reino católico de los cruzados situado en la isla de Chipre al final de la Edad Media, entre 1192 y 1489. Su gobierno estuvo dominado por la Casa francesa de Lusignan.

## Historia
La isla fue conquistada en 1185 por Isaac Comneno, un gobernador local que se proclamó emperador y reclamó el Imperio de Constantinopla; luego la obtuvo el rey Ricardo I de Inglaterra durante la Tercera Cruzada. Más tarde Ricardo la vendió a los Caballeros Templarios, que a su vez la enajenaron en 1192 al rey consorte de Jerusalén, Guido de Lusignan, que, tras el fracaso de la cruzada de Ricardo, podía ser desposeído de la corona por su esposa. Su hermano y sucesor, Amalarico I de Chipre, recibió el título y la corona de manos de Enrique VI del Sacro Imperio Romano Germánico. La población minoritaria católica se agrupó en algunas ciudades costeras, como Famagusta o Nicosia, la capital. Los católicos conservaron las riendas del poder, mientras que la mayoría de población autóctona griega vivía en el campo; era una política muy parecida a la llevada a cabo en el Reino de Jerusalén. La independiente Iglesia ortodoxa chipriota, con su propio arzobispo, permaneció en la isla, aunque perdió bastante poder frente a los fieles de la Iglesia católica.
Tras la muerte de Amalarico, el reino pasó a manos de una serie de jóvenes que crecían ya como reyes. La familia de Ibelín, que había tenido mucho poder en Jerusalén antes de su caída, actuó como regente durante los primeros años. En 1229, el emperador Federico II Hohenstaufen les arrebató el poder a los Ibelín; Federico trajo consigo  a la isla la lucha entre güelfos y gibelinos. Los partidarios de Federico fueron derrotados en 1233, aunque el conflicto continuó en Palestina y en Europa. Los descendientes de Federico continuaron gobernando como reyes de Jerusalén hasta 1268, cuando Hugo III de Chipre reclamó el título y el territorio de Acre tras la muerte de Conrado III de Jerusalén, uniendo así los dos reinos. Los territorios palestinos fueron finalmente perdidos en 1291 durante el reinado de Enrique II de Jerusalén, aunque los reyes de Chipre continuaron reclamando el título jerosolimitano.
Al igual que Jerusalén, Chipre tenía una Haute Cour (Alta Corte), aunque menos poderosa de lo que había sido la de Jerusalén. La isla era más rica que el territorio continental y socialmente más feudal, por lo que el rey poseía un tesoro personal mayor, lo que le permitía más independencia de la Haute Cour. La familia de vasallos más importante fue la amplia Casa de Ibelín. Sin embargo, el rey a menudo entraba en conflictos con los comerciantes italianos, sobre todo debido a que Chipre se había convertido en el centro del comercio europeo con África y Asia después de la Caída de Acre en 1291.
Finalmente, en el siglo XIV, los comerciantes genoveses fueron acaparando el dominio del reino. Chipre, por lo tanto, tomó partido por el Papado de Aviñón en el Gran Cisma de Occidente, con la esperanza de que los franceses serían capaces de expulsar a los italianos. Luego, en 1426, los mamelucos obligaron al reino a pagarles tributo; los monarcas posteriores perdieron gradualmente la independencia, hasta que, en 1489, la última reina, Caterina Cornaro, se vio obligada a vender la isla a Venecia.